# شهرستان تیمسکی
شهرستان تیمسکی (به لاتین: Timsky District) یک شهرستان در روسیه است که در استان کورسک واقع شده‌است.